# 大内格之助
大内 格之助（おおうち かくのすけ、1912年12月15日 - 2001年3月2日）は、日本の経営者。北海道文化放送社長を務めた。北海道上川郡剣淵町出身。

## 経歴
1931年に旧制名寄中学校を卒業。旭川新聞社、小樽新聞社での勤務を経て、1964年に北海道新聞社取締役に就任し、1968年に代表専務を経て、1974年に顧問に就任。1971年には北海道文化放送初代社長に就任し、1978年から1980年までに会長を務めた。
2001年3月2日急性肺炎のために死去。88歳没。